# Rhinobatos prahli
Rhinobatos prahli és un peix de la família dels rinobàtids i de l'ordre dels rajiformes.

## Morfologia
Pot arribar als 81 cm de llargària total i als 1.350 g de pes.

## Reproducció
És ovovivípar.

## Distribució geogràfica
Es troba a les costes del Pacífic oriental: Colòmbia, Costa Rica, l'Equador, Panamà i el Perú.